# Radovan Samardžić
Pour les articles homonymes, voir Samardžić.
Radovan Samardžić (en serbe cyrillique : Радован Самарџић ; né le 22 octobre 1922 à Sarajevo et mort le 1er février 1994 à Belgrade) est un historien yougoslave et serbe, spécialiste d'histoire moderne. Il était membre de l'Académie serbe des sciences et des arts.
Dans ses recherches, Radovan Samardžić a étudié une période allant du XVIe au XXe siècle et s'est principalement intéressé à la Méditerranée, à l'Empire ottoman et aux Balkans et, dans ce cadre, au sort du peuple serbe,.

## Biographie
Né le 22 octobre 1922 à Sarajevo, dans l'ancien royaume des Serbes, Croates et Slovènes, Radovan Samardžić a effectué ses études élémentaires et secondaires dans sa ville natale puis il a poursuivi ses études au Département d'histoire de la faculté de philosophie de l'université de Belgrade, où il a été diplômé en 1949. Il est devenu assistant en histoire générale de l'époque moderne de cette faculté en 1950 et, en 1956, il a soutenu sa thèse de doctorat sous la direction de Jorjo Tadić sur l'histoire de Dubrovnik. Il a passé un an à Paris durant l'année scolaire 1957-1958 à étudier l'histoire de la Méditerranée avec Fernand Braudel pour étudier l'histoire de la Méditerranée ; il a suivi une seconde formation à l'Institut d'histoire européenne de Mayence en 1967-1968. En 1967, il a été élu professeur en titre à la Faculté de philosophie de Belgrade. Il a effectué toute sa carrière à la Faculté de philosophie et jusqu'à sa retraite.
Radovan Samardžić a été président de diverses institutions et éditeur de publications ; il a ainsi été doyen de la Faculté de philosophie, président de la Coopérative littéraire serbe (Srpska književna zadruga), éditeur en chef du Journal historique yougoslave (). Il a été élu membre correspondant de l'Académie serbe des sciences et des arts le 21 mars 1974 et membre régulier le 15 décembre 1983 ; il a également été secrétaire du Département des sciences historiques et directeur de l'Institut d'études balkaniques de cette institution,. Il a été l'un des directeurs de publication des œuvres complètes de Slobodan Jovanović.
Radovan Samardžić est mort à Belgrade le 1er février 1994.

## Récompenses
Radovan Samardžić a reçu le prix d'octobre de la ville de Belgrade en 1962, le prix du 7 juillet en 1974 et le prix de la Fondation Vuk en 1990.

## Ouvrages et contributions
- (sr) Radovan Samardžić, Hajdučke borbe protiv Turaka u XVI i XVII veku [« Les Luttes des haïdouks contre les Turcs aux XVIe et XVIIe siècles »], Prosveta, 1952, 58 p. (lire en ligne)
- (sr) Radovan Samardžić, Pogled u našu prošlost: Dokumenti primorskih arhiva od 10-19 veka [« Un Regard sur notre passé : Documents des archives du Littoral des Xe au XIXe siècles »], 1957
- (sr) Radovan Samardžić, Borba Dubrovnika za opstanak posle velikog zemljotresa 1667. g. : Arhivska građa (1667-1670) [« La Lutte de Dubrovnik pour sa survie après le grand tremblement de terre de 1667 : Archives de la ville (1667-1670) »], Naučno delo, 1960, 654 p. (lire en ligne)
- (sr) Radovan Samardžić, Beograd i Srbija u spisima francuskih savremenika, XVI–XVII vek. [« Belgrade et la Serbie dans les écrits des contemporains français, XVIe et XVIIe siècles »], 1961, 798 p. (lire en ligne)
- (sr) Radovan Samardžić (directeur en chef de la publication), Sto godina Filozofskog fakulteta (1863-1963) [« Cent ans de la Faculté de philosophie (1863-1963) »], Belgrade, Narodna knjiga, 1963, 885 p. (lire en ligne)
- (sr) Radovan Samardžić, Studije i građa o Jevrejima Dubrovnika [« Études et documents sur les Juifs de Dubrovnik »], Savez jevrejskih opstina Jugoslavije (Union des communautés juives de Yougoslavie), 1971, 402 p. (lire en ligne)[4]
- (sr) Radovan Samardžić, Mehmed Sokolović [« Mehmed Sokolović »], Belgrade, Srpska književna zadruga, 1975, 582 p. (lire en ligne)
- (en) Radovan Samardžić, « Stages of Development of Balkan Culture and Education under the Ottomans in the Balkans in the Eighteenth Century », East European Quarterly, vol. 9, t. 4,‎ 1975, p. 405–?
- Radovan Samardžić, Structure sociale et développement culturel des villes sud-est européennes et adriatiques aux XVIIe et XVIIIe siècles, Association internationale d'études du Sud-Est européen, 1975 (lire en ligne), « L'organisation intérieure des colonies ragusaines en Turquie aux XVIe et XVIIe siècles », p. 195-205
- (sr) Radovan Samardžić, Pisci srpske istorije [« Les Écrivains de l'histoire serbe »], vol. 1, Prosveta, 1976 (lire en ligne)
- (sr) Radovan Samardžić, Religija-iskrivljena svijest i njeno prevazilaženje u savremenom društvu [« La Conscience déformée par la religion et son Dépassement dans la société moderne »], Narodna armija, 1976 (lire en ligne)
- (sr) Radovan Samardžić, Usmena narodna hronika: ogledi i prilozi [« La Chronique populaire orale : essais et contribution »], Novi Sad, Matica srpska, 1978, 144 p. (lire en ligne)
- (sr) Radovan Samardžić, Pisci srpske istorije [« Les Écrivains de l'histoire serbe »], vol. 2, Prosveta, 1981 (lire en ligne)
- (en) Radovan Samardžić, Religious Communities in Yugoslavia, Jugoslovenska stvarnost, 1981 (lire en ligne)
- (sr) Radovan Samardžić, Andrić i istorija [« Andrić et l'Histoire »], Zadužbina Ive Andrića (Fondation Ivo Andrić), 1981
- (sr) Radovan Samardžić, Kulturno-političke veze Bugara s Kneževinom Srbijom od početka XIX veka do Pariskog mira 1856. godine [« Les relations culturelles et politiques des Bulgares avec la principauté de Serbie du début du XIXe siècle jusqu'au traité de Paris de 1856 »], Académie serbe des sciences et des arts, Institut d'études balkaniques, 1982 (lire en ligne)
- (sr) Radovan Samardžić, « Gradska kultura na Balkanu (XV–XIX vek): O gradskoj civilizaciji na Balkanu XV–XIX veka » [« La culture urbaine dans les Balkans du XVe au XIXe siècle »], Recueil des travaux de l'Institut d'études balkaniques, Académie serbe des sciences et des arts, Institut d'études balkaniques, no 20,‎ 1984 (lire en ligne)
- (sr) Radovan Samardžić, Religija i položaj vjerskih zajednica u SFRJ: socijalističko samoupravljanje u Jugoslaviji [« Religion et position des communautés religieuses en République fédérative socialiste de Yougoslavie : l'autonomie socialiste en Yougoslavie »], Vojnoizdavački zavod, 1984
- (sr) Radovan Samardžić, Prota Matija Nenadović i njegovo doba [« L'Archiprêtre Matija Nenadović et son époque »], Académie serbe des sciences et des arts, 1985 (lire en ligne)
- Radovan Samardžić, L'Archiprêtre Matija Nenadović et son époque, Académie serbe des sciences et des arts, 1985, 486 p. (lire en ligne)
- (sr) Radovan Samardžić, Istorija srpskog naroda : Srbi u XVIII veku [« Histoire du peuple serbe : Les Serbes au XVIIIe siècle »], vol. 4, t. 1, Belgrade, Srpska književna zadruga, 1986 (lire en ligne), « Srbi u Turskom carstvu 1699-1716 (Les Serbes dans l'Empire ottoman (1699-1716)) », p. 7-30
- (sr) Radovan Samardžić, Istorija srpskog naroda : Srbi u XVIII veku [« Histoire du peuple serbe : Les Serbes au XVIIIe siècle »], vol. 4, t. 1, Belgrade, Srpska književna zadruga, 1986 (lire en ligne), « Srbi u Turskom carstvu 1718-1737 (Les Serbes dans l'Empire ottoman (1718-1737)) », p. 89-105
- (sr) Radovan Samardžić, Istorija srpskog naroda : Srbi u XVIII veku [« Histoire du peuple serbe : Les Serbes au XVIIIe siècle »], vol. 4, t. 1, Belgrade, Srpska književna zadruga, 1986 (lire en ligne), « Srbi u Turskom carstvu od Beogradskog mira do prvog ustanka 1739-1804. - Unutrašnji život (Les Serbes dans l'Empire ottoman du traité de Belgrade au premier soulèvement (1739-1804) - Aspects internes) », p. 306-350
- (sr) Radovan Samardžić, Istorija srpskog naroda : Srbi u XVIII veku [« Histoire du peuple serbe : Les Serbes au XVIIIe siècle »], vol. 4, t. 1, Belgrade, Srpska književna zadruga, 1986 (lire en ligne), « Bosna i Hercegovina u XVIII veku (La Bosnie et l'Herzégovine au XVIIIe siècle) », p. 432-497
- (sr) Radovan Samardžić, Istorija srpskog naroda : Srbi u XVIII veku [« Histoire du peuple serbe : Les Serbes au XVIIIe siècle »], vol. 4, t. 1, Belgrade, Srpska književna zadruga, 1986 (lire en ligne), « Srpska crkva u Turskom carstvu 1690-1766 (L'Église serbe dans l'Empire ottoman (1690-1766)) », p. 531-552
- (sr) Radovan Samardžić, Pisci srpske istorije [« Les Écrivains de l'histoire serbe »], vol. 3, Prosveta, 1986 (lire en ligne)
- (sr) Radovan Samardžić, Sulejman i Rokselana [« Soliman et Roxelane »], Jugoslavijapublik, 1987, 627 p. (lire en ligne)
- (sr) Radovan Samardžić, Ideje za srpsku istoriju [« Idées pour l'histoire serbe »], Jugoslavijapublik, 1989
- (en) Radovan Samardžić, Migrations in Balkan History, Académie serbe des sciences et des arts - Institut d'études balkaniques, 1989, 170 p. (ISBN 9788671790062, lire en ligne), « Migrations in Serbian History (The Era of Foreign Rule) », p. 83-89 (on peut lire le chapitre dans son intégralité)
- (en) Radovan Samardžić, Kosovo i Metohija u srpskoj istoriji [« Le Kosovo-et-Métochie dans l'histoire serbe »], Belgrade, Srpska književna zadruga, 1989 (lire en ligne)
- (en) Radovan Samardžić, Kosovsko opredeljenje, Belgrade, Srpska književna zadruga, 1990, 247 p. (lire en ligne)
- (en) Radovan Samardžić (collaborateur), Seobe srpskog naroda od XIV do XX veka : Zbornik radova posvećen tristagodišnjici velike seobe Srba [« Les Migrations du peuple serbe du XIVe au XXe siècle : Recueil d'articles consacrés au trois centième anniversaire de la Grande migration des Serbes »], Belgrade, Zavod za udžbenike i nastavna sredstva, 1990, 150 p. (ISBN 9788617015631, lire en ligne)
- (it) Radovan Samardžić, Ragusa e il Mediterraneo, 1990, « Ragusa come sistema di funzioni »
- (sr) Radovan Samardžić, O istorijskoj sudbini Srba [« Sur le destin historique des Serbes »], 1991
- (sr) Radovan Samardžić, Seobe u srpskoj istoriji: vreme tuđinske vlasti, do 1739 [« Les migrations dans l'histoire serbe : Le Temps de la domination étrangère, jusqu'en 1739 »], Politika i društvo, 1992
- (sr) Radovan Samardžić, Islamski činilac u jugoslovenskim sukobima [« Le Facteur islamique dans les conflits yougoslaves »], 1992
- (sr) Radovan Samardžić, Istorija srpskog naroda : Srbi pod tuđinskom vlašću 1537-1699 [« Histoire du peuple serbe : Les Serbes sous domination étrangère (1537-1699) »], vol. 3, t. 1, Belgrade, Srpska književna zadruga, 1993 (lire en ligne), « Srpski narod pod turskom vlašću (Le peuple serbe sous la domination turque) », p. 5-114
- (sr) Radovan Samardžić, Istorija srpskog naroda : Srbi pod tuđinskom vlašću 1537-1699 [« Histoire du peuple serbe : Les Serbes sous domination étrangère (1537-1699) »], vol. 3, t. 1, Belgrade, Srpska književna zadruga, 1993 (lire en ligne), « Srpski narod pod turskom vlašću (Les Serbes dans les guerres turques jusqu'en 1683) », p. 115-424
- (sr) Radovan Samardžić, Istorija srpskog naroda : Srbi pod tuđinskom vlašću 1537-1699 [« Histoire du peuple serbe : Les Serbes sous domination étrangère (1537-1699) »], vol. 3, t. 2, Belgrade, Srpska književna zadruga, 1993 (lire en ligne), « Srpska pravoslavna crkva u XVI i XVII veku (L'Église orthodoxe serbe aux XVIe et XVIIe siècles) », p. 5-102
- (sr) Radovan Samardžić et Milan Duškov, Srbi u evropskoj civilizaciji [« Les Serbes dans la civilisation européenne »], Belgrade, Nova, 1993, 198 p. (ISBN 9788675830146, lire en ligne), « Aristokratska vertikala u srpskoj istoriji (La verticale aristocratique dans l'histoire serbe) »
- (en) Radovan Samardžić et Milan Duškov, Serbs in European Civilization [« Les Serbes dans la civilisation européenne »], Belgrade, Nova, Académie serbe des sciences et des arts, Institut d'études balkaniques, 1993, 203 p. (ISBN 9788675830153, lire en ligne) (traduction en anglais de l'ouvrage précédent)
- (sr) Radovan Samardžić, Na rubu istorije [« Aux confins de l'histoire »], Belgrade, BIGZ, 1994, 328 p. (ISBN 9788613007319, lire en ligne)
- Radovan Samardžić (trad. Mauricette Begitch), Mehmed Sokolovitch : Le destin d'un grand vizir, Paris, L'Âge d'Homme, 1994, 467 p. (ISBN 9782825105153, lire en ligne)
- (sr) Radovan Samardžić, « Religija u političkim sukobima u Jugoslaviji » [« La religion dans les conflits politiques en Yougoslavie »], Vojno delo, nos 4-5,‎ ?